# Centrostephanus longispinus
Centrostephanus longispinus är en sjöborreart som först beskrevs av Philippi 1845.  Centrostephanus longispinus ingår i släktet Centrostephanus och familjen Diadematidae.

## Underarter
Arten delas in i följande underarter:
- C. l. rubricingulus
- C. l. longispinus

## Bildgalleri

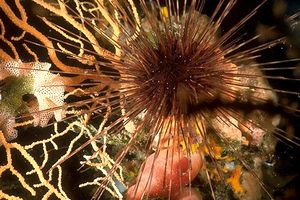